# 克里斯蒂安堡 (印第安納州)
克里斯蒂安堡（英語：Christianburg）是位於美國印第安納州布朗縣的一個非建制地區。該地的面積和人口皆未知。

## 地理
克里斯蒂安堡的座標為39°05′19″N 86°09′22″W / 39.08861°N 86.15611°W，而該地的平均海拔高度為184米（即604英尺）。